# كأس تونس 1965–66
كأس تونس لكرة القدم 1965-1966 هو الموسم رقم 11 منذ الاستقلال وال36 منذ إنشائه من كأس تونس لكرة القدم.

فاز بهذا الموسم الملعب التونسي، وجاء ثانيا المستقبل الرياضي بالمرسى.

## روابط خارجية
- الموقع الرسمي للجامعة التونسية لكرة القدم.